# Esnouveaux
Esnouveaux ist eine französische Gemeinde mit 303 Einwohnern (Stand: 1. Januar 2022) im Département Haute-Marne in der Region Grand Est. Sie gehört zum Arrondissement Chaumont und zum Kanton Nogent. Die Bewohner werden Novaliens und Novaliennes genannt.
Die Gemeinde erhielt 2022 die Auszeichnung „Zwei Blumen“, die vom Conseil national des villes et villages fleuris (CNVVF) im Rahmen des jährlichen Wettbewerbs der blumengeschmückten Städte und Dörfer verliehen wird.

## Geografie
Umgeben wird Esnouveaux von den sechs Nachbargemeinden:
|         | Bourdons-sur-Rognon                         | Forcey Consigny |
| Biesles | Kompassrose, die auf Nachbargemeinden zeigt | Millières       |
|         | Ageville                                    |                 |

## Bevölkerungsentwicklung
| Jahr                       | 1962 | 1968 | 1975 | 1982 | 1990 | 1999 | 2008 | 2018 |
| -------------------------- | ---- | ---- | ---- | ---- | ---- | ---- | ---- | ---- |
| Einwohner                  | 356  | 335  | 305  | 279  | 305  | 337  | 338  | 289  |
| Quellen: Cassini und INSEE |      |      |      |      |      |      |      |      |

## Sehenswürdigkeiten

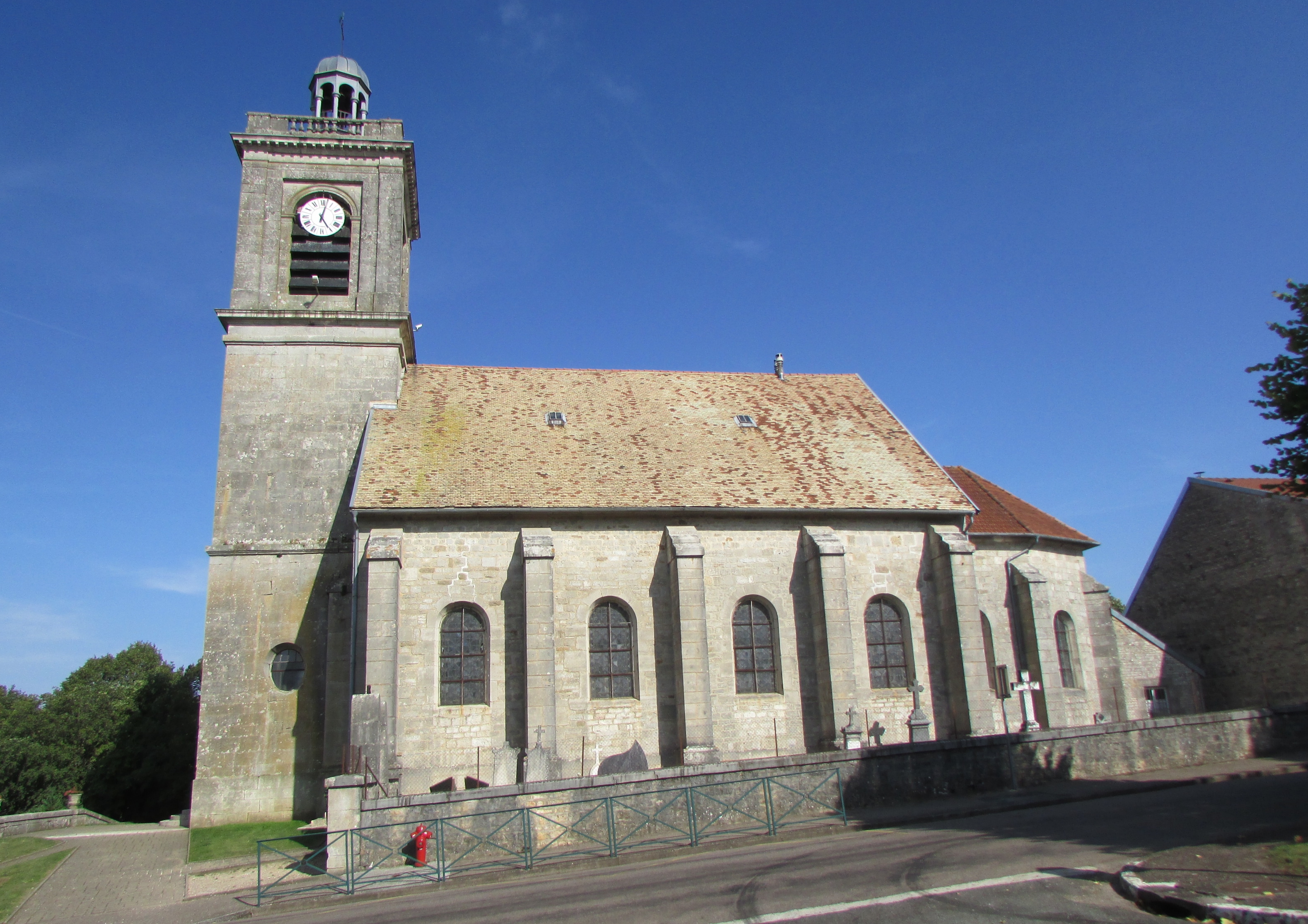
Kirche Saint-Jean-Baptiste

- Kirche Saint-Jean-Baptiste